# محمود ذوالفقاری (نقشه‌بردار)
محمود ذوالفقاری متولد ۱۳۰۹ همدان از استادان مهندسی نقشه‌برداری است. وی علاوه بر فعالیت در علوم ژئوماتیک و نقشه‌برداری از ۱۳۸۱ در کمیته فنی فرهنگستان زبان و ادب فارسی عضویت داشته و فعالیت می‌کند.

## مدارک تحصیلی
- کارشناسی فیزیک - دانشکده علوم دانشگاه تهران (۱۳۳۱)
- کارشناسی ارشد نقشه‌برداری - دانشکده نقشه‌برداری سازمان نقشه‌برداری کشور (۱۳۳۷)
- کارشناسی ارشد الکترونیک - دانشکده علوم دانشگاه تهران (۱۳۴۴)
- DEA ژئوفیزیک کاربردی - دانشگاه پاریس ۶ (۱۳۴۷)
- مهندسی نقشه‌برداری (Ingenieur Geographe) - دانشگاه ENSG-IGN بلژیک - ۱۳۴۸
- دکترا فتوگرامتری - دانشگاه پاریس ۶ - ۱۳۵۱[۱]

## سوابق اجرایی
- عضو کمیته برنامه‌ریزی (رشته نقشه‌برداری) ستاد انقلاب فرهنگی از سال ۱۳۵۹ تا ۱۳۶۱
- عضو هیئت ممیزه مرکزی وزارت علوم از سال ۱۳۶۰ تا ۱۳۶۳
- طراحی تشکیل گروه مهندسی نقشه‌برداری در دانشکده فنی دانشگاه تهران - ۱۳۶۶[۲]
- مدیریت گروه مهندسی نقشه‌برداری از سال ۱۳۶۷تا ۱۳۷۲- (تأسیس و راه اندازی گروه مهندسی نقشه‌برداری دانشگاه تهران)
- عضو هیئت علمی و عضو کمیته برگذاری اولین سمینار بین‌المللی نقشه‌برداری - ۱۳۷۲
- عضو کمیته تدوین کتاب جشنواره مهندسی ساختمان - ۱۳۷۵
- رئیس و عضو گروه واژه گزینی رشته مهندسی نقشه‌برداری از سال ۱۳۸۱ تا کنون
- عضو شورای هماهنگی علوم و علوم مهندسی از سال ۱۳۸۳ تا کنون
- عضو هیئت مدیره انجمن نقشه‌برداری و ژئوماتیک از سال ۱۳۸۰ تا ۱۳۸۴
- طرح و راه اندازی مرکز پژوهشی مهندسی نقشه‌برداری و اطلاعات مکانی - ۱۳۸۳
- عضو هیئت تحریریه مجله علمی پژوهشی فیزیک زمین و فضا از سال ۱۳۸۵ تا کنون[۳]

## سوابق آموزشی
بیش از ۴۰ سال سابقه آموزش در دانشگاه صنعتی امیر کبیر، دانشکده نقشه‌برداری، دانشکده فنی (دانشگاه تهران)، دانشگاه صنعتی شریف، دانشگاه لاوال (کانادا)، دانشگاه تفرشدر زمینه‌های نقشه‌برداری، فتوگرامتری، تئوری خطاها، کارتوگرافی و زبان انگلیسی.

## تالیفات
- کتاب نقشه‌برداری – شناخت کلی (چاپ سی و دوم) با بیش از یکصد و بیست و پنج هزار نسخه منتشر شده و افتخار دریافت لوح و جایزه کتاب برتر از دانشگاه صنعتی امیر کبیر - ۱۳۸۱[۴]
- نقشه‌برداری II - اصول پایه - دانشگاه صنعتی امیرکبیر[۵]

## اجرای پروژه‌های مستند نگاری آثار باستانی
- نقش برجسته و کتیبه‌های کول فرح ایذه
- مجموعه سعد السلطنه ارگ بم
- حاکم نشین ارگ بم
- پل شادروان
- قلعه خشتی –گلی خرانق
- سایت بیستون - نقش برجسته و کتیبه داریوش